# Кандея II
Кандея II (*д/н — бл. 1876) — 29-й мвене-мутапа (володар) Мономотапи в 1867—1876 роках.

## Життєпис
Походив з династії Мбіре. Старший син мвене-мутапи Катарузи. Близько 1867 року посів трон. Уклав союз з впливовою мулатською родиною Круз, що володіла празос (маєтком) Масангано на південному березі річки Замбезі. Також отримав підтримку мхондоро (головного шамана) Незеби. завдяки цьому зумів приборкати залежних вождів.
Зміцнення Мономотапи викликало невдоволення португальської адміністрації, яку підштовхували португальські власники празос, що бажали розширити володіння над землями на південних берегах річки Замбезі. 1876 року португальське військо виступило проти Кандеї II, який зазнав поразки у битві біля річки Кангуре, притоки річки Мазое (притоку Замбезі). Ймовірно мвене-мутапа загинув, частина держави була приєднана до португальської колонії Мозамбік. На решті поставлено васалом Дзуду.